# Троїцько-Кирилівський провулок
Тро́їцько-Кири́лівський прову́лок — зниклий провулок, що існував у Подільському районі міста Києва. Пролягав від Куренівської вулиці (вулиці Фрунзе) до Захарівської вулиці. 
Прилучалася Копилівська вулиця. 

## Історія
Провулок виник наприкінці XIX — на початку XX століття під назвою Дмитрівський (рос. дореф. Дмитріевскій). Під назвою Троїцько-Кирилівський провулок відомий з середини 1920-х років. 
Ліквідований у зв'язку з переплануванням міста 1977 року.